# Ирклиев
Иркли́ев (укр. Іркліїв) — село Золотоношского района Черкасской области, Украина.

## Географическое положение
Находится на реке Ирклее.

## История
Селение было основано в 1608 году, с правом «слободы» на 20 лет.
После начала в 1648 году восстания Хмельницкого на основе Ирклиевской сотни реестрового Переяславского полка был создан Ирклиевский полк, но после подписания в августе 1649 года Зборовского мира полк был упразднён.
В 1662 году в ходе русско-польской войны город Ирклеево разорён был сожжён, а в 1666, 1675 и 1679 годах подвергался ограблению татарами.
С 1737 года в местечке Михайловская церковь, с 1757 — Николаевская, а не позже 1779 года Троицкая и Успенская.
В 1900 году Ирклеев являлся местечком Золотоношского уезда Полтавской губернии Российской империи, в котором насчитывалось 284 двора и 1438 жителей, действовали школа, 12 ветряных мельниц, 10 торговых лавок и 4 православные церкви.
В 1923 году Ирклиев стал центром Ирклиевского района.
В ходе Великой Отечественной войны 19 сентября 1941 года селение было оккупировано немецкими войсками, 26 сентября 1943 года — освобождено частями 35-й танковой бригады 3-го механизированного корпуса Степного фронта.
После создания в январе 1954 года Черкасской области Ирклиев оказался в её составе. В 1959 году Ирклиевский район был упразднён и Ирклиев был передан в Чернобаевский район.
В 1961 году здесь был создан рыбколхоз «Прогресс».
В 1966 году здесь было открыто профессионально-техническое училище (с 2003 года — аграрный лицей).
После провозглашения независимости Украины рыбколхоз был реорганизован в питомник по искусственному разведению растительноядных рыб.
В мае 1995 года Кабинет министров Украины утвердил решение о приватизации находившихся здесь маслосыродельного завода и межхозяйственного предприятия по производству свинины, в июле 1995 года было утверждено решение о приватизации коноплезавода.
8 декабря 2015 года хозяйственный суд Черкасской области признал банкротом маслосыродельный завод, в 2019 году предприятие начали разбирать на металлолом.
С 2020 года Ирклиев находится в составе Золотоношского района.

## Экономика
- Рыбхоз

## Достопримечательности
- Памятник Богдану Хмельницкому (установлен в 2010 году).

## Известные жители и уроженцы
- Иванищенко, Лука Алексеевич (1927—2005) — Герой Социалистического Труда. Председатель колхоза «Советская Украина».
- Литовченко, Степан Ануфриевич (1909—1969) — Герой Советского Союза.
- Комаров Игорь Владимирович (1964) — советский и украинский ученый в области органической химии, доктор химических наук, профессор. Директор Института высоких технологий Киевского национального университета имени Тараса Шевченко. Научный консультант ООО НПП «Енамин» (Украина) и «Люмобиотикс» ГмбХ (Германия).